# Max Kämpf
Max «Megge» Kämpf (* 15. Mai 1912 in Basel; † 26. September 1982 ebenda) war ein Schweizer Maler und Zeichner.

## Leben und Wirken

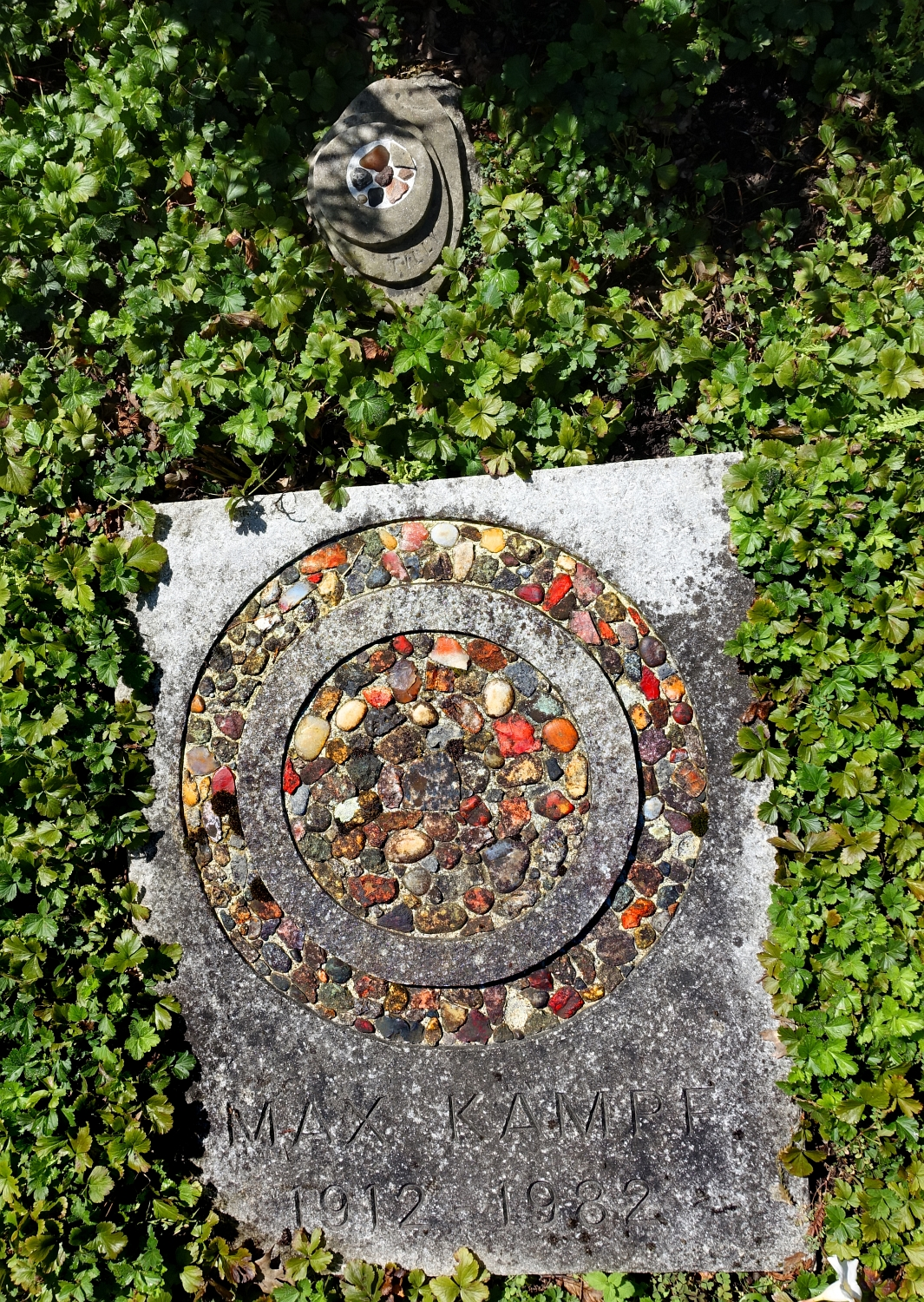
Grab, Friedhof am Hörnli

Max Kämpf wurde als jüngster Sohn von drei Kindern des Basler Bäckermeisters Emanuel Kämpf an der Basler Riehentorstrasse geboren. Nach der Schulzeit ergriff er den Beruf des Flachmalers und arbeitete sieben Jahre als Geselle. Beeindruckt von den Malern Arnold Böcklin und Vincent van Gogh begann er schon früh, selbst zu malen. 1934 wurde er mit seinem Bild Emigranten in der Basler Kunstszene bekannt, ging aber weiter seiner Tätigkeit als Flachmaler nach.

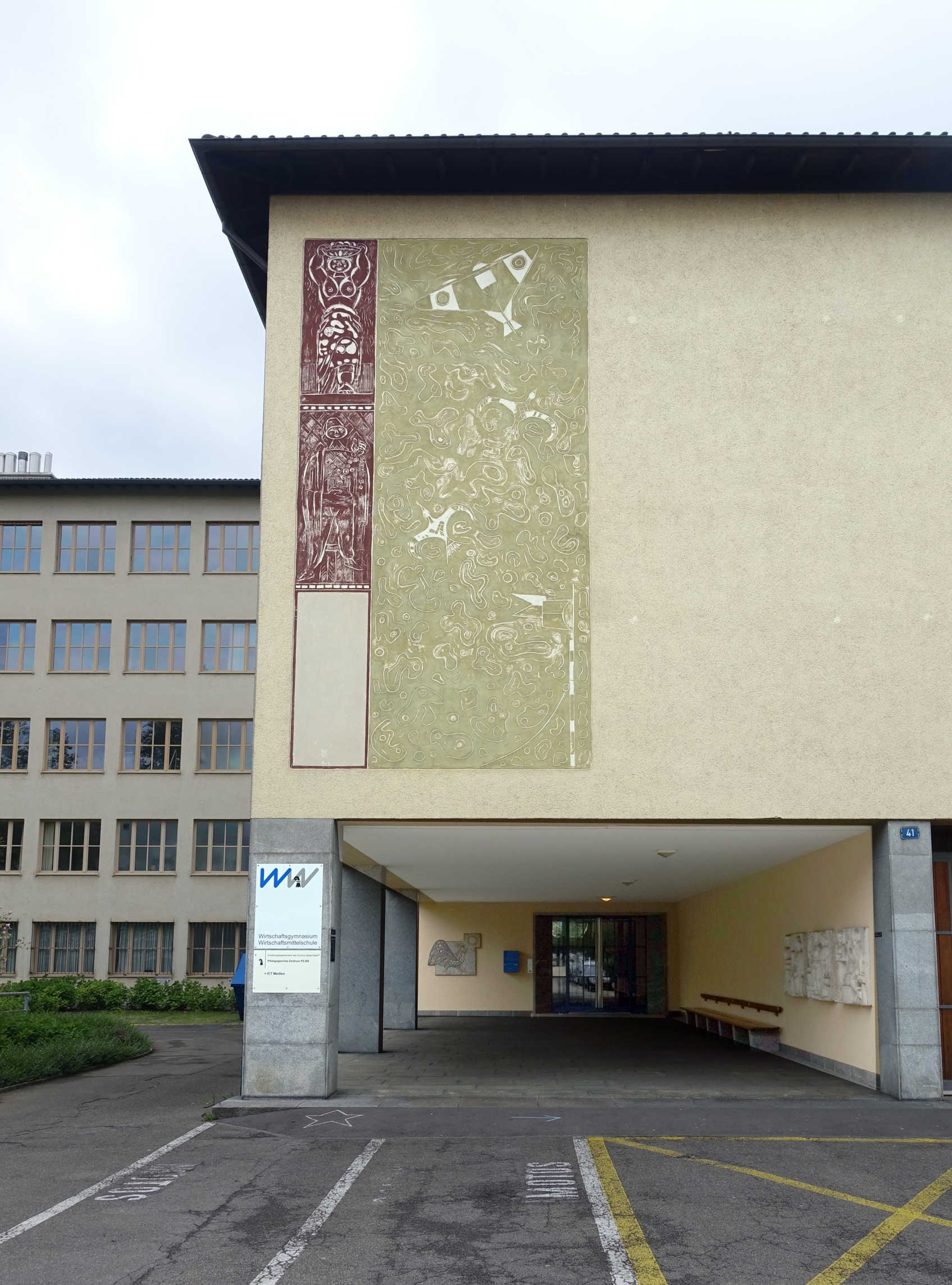
Sgraffito Das Meer

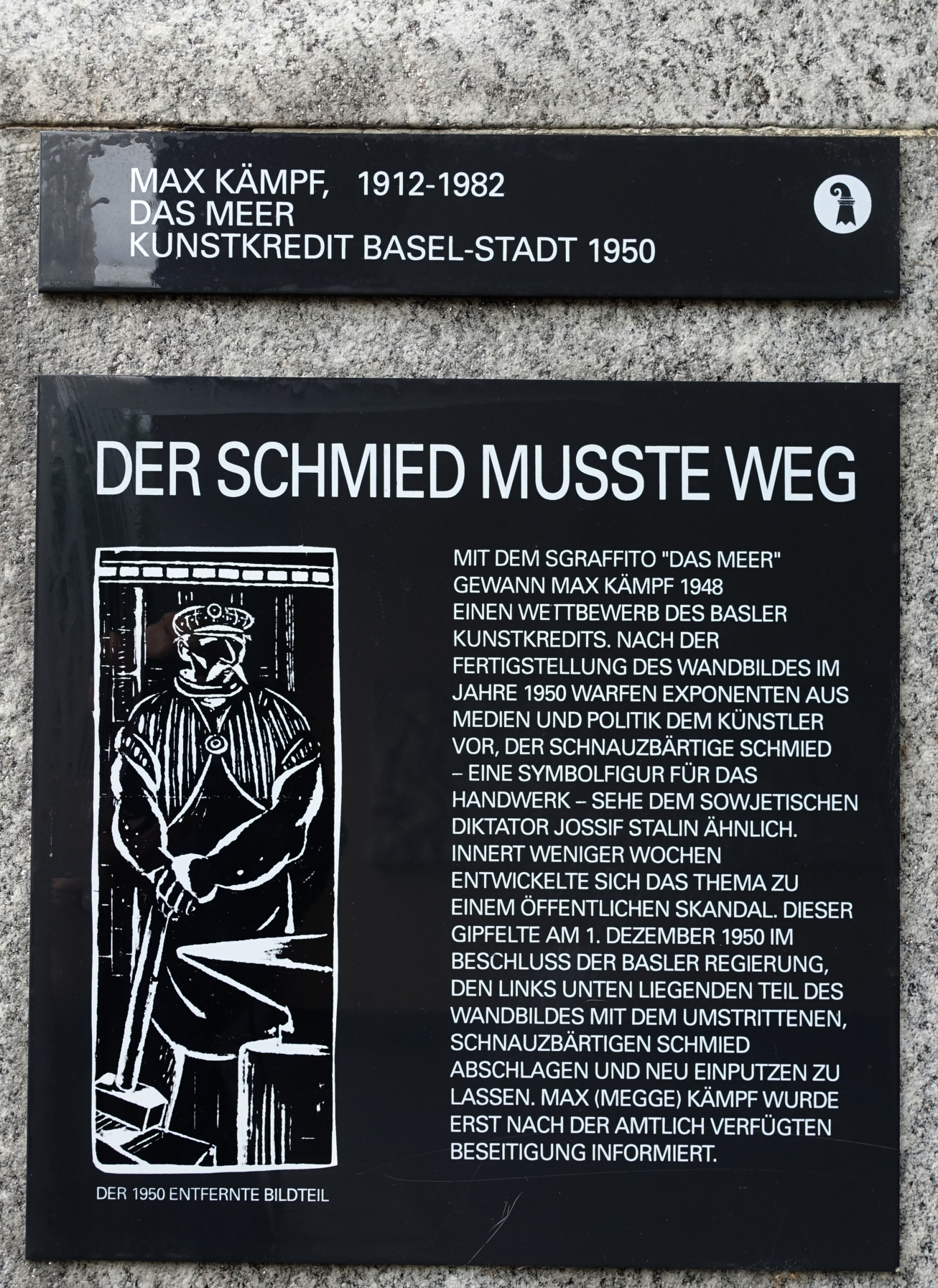
Informationstafel

Berufsbegleitend besuchte er Kurse an der Allgemeinen Gewerbeschule Basel bei Hermann Meyer und Arnold Fiechter. Dort lernte er auch seine langjährige Lebensgefährtin Julie Schätzle kennen. 1939, im Alter von 27 Jahren, entschied er sich, fortan ganz als freier Künstler tätig zu sein.
1941 und 1943 reichte Kämpf seinen Entwurf Traumflug für einen vom Kunstkredit Basel-Stadt durchgeführten Wettbewerb ein. Das Wandbild war für die Aussenwand des Waisenhauses gedacht. Beide Male wurde ihm der erste Preis zugesprochen. Wegen starken Widerstandes konnte er das Werk jedoch nicht wie geplant erstellen. Deshalb gab ihm die Kunstkreditkommission 1944 den Auftrag, den Entwurf Traumflug als Gemälde auszuführen. Das Bild befindet sich heute im Kunstmuseum Basel.
1944 beteiligte sich Max Kämpf neben Otto Abt, Hans Stocker, Walter Bodmer und Coghuf am Kunstkredit-Wettbewerb für ein Wandbild im Innenhofes des Humanistischen Gymnasiums Basel. Coghufs Entwurf setzte sich gegen Kämpf und die anderen Mitbewerber durch.
1948 war Kämpf Mitbegründer der Künstlervereinigung Kreis 48. Zu dieser gehörten u. a. die Maler Heinrich Barth, Jean-François Comment, Romolo Esposito, Karl Glatt, Alex Maier, Johann Anton Rebholz, Julie Schätzle, Paul Stöckli, Gustav Stettler und Hans Weidmann sowie die Bildhauer Peter Moilliet und Theo Lauritzen, zeitweise auch die gestaltenden Künstlerinnen Hanni Salathé und Valery Heussler. Die erste Gruppenausstellung erfolgte 1948 in der Galerie Ernst Beyeler an der Bäumleingasse in Basel, der Vorläuferin der Fondation Beyeler.
1954 reiste Max Kämpf mit einer Delegation, der auch der Kabarettist Alfred Rasser angehörte, auf Grund einer Einladung nach China.
Kämpfs Interesse waren das Menschliche und seine Erscheinungsformen; er fühlte sich den einfachen Leuten von der Strasse verbunden und stellte sie in zahlreichen Kinder-, Tanz-, Aktbildern und Porträts dar. Auch an der wilden Basler Fasnacht und dem «Gässle» fand er Gefallen. Er schuf, wie Jean Tinguely, für die Fasnachtsclique «Kuttlebutzer» 1965 eine Gostymserie namens «Geisterzug».
Zu seinen Arbeiten gehörten kleine Draht- und Ton-Arbeiten. Ziegel dienten ihm unter anderem als Träger für Kinderdarstellungen.
In den 1930er und 40er Jahren widmete Kämpf sich vor allem der Malerei, zunächst vorwiegend in Grautönen und dichten Farbaufträgen. Später wurden die Farbaufträge leichter und transparenter. Kämpf pflegte die Tafel-, aber auch die Wandmalerei, diese u. a. in Fresko- und Sgraffitotechnik. Er widmete sich auch der Buchillustration sowie der Gebrauchsgrafik. Seine späteren Zeichnungen, ab den 50er- und 60er-Jahren, sind durch einen leichten, tanzenden Strich gekennzeichnet; am besten kommt dieser Strich in den Tanzzeichnungen zur Geltung. Einige seiner Werke gingen in den Wettbewerben des Kunstkredits Basel-Stadt als Sieger hervor.
1961 lernte er Tilly (Ottilia Notta) Chobaz-Keiser (1921–2001) kennen, die fortan sein Leben begleitete. Tilly war die Tochter des Malermeisters Arthur Keiser und der Lina, geborene Schleicher. Sie wuchs in Liestal auf und malte, angeregt durch ihren Vater, schon als junges Mädchen. Ab 1937 besuchte sie die Allgemeine Gewerbeschule Basel, wo sie u. a. von Arnold Fiechter und Walter Bodmer unterrichtet wurde. Nach dem Tod ihres Vaters verlor sie den Boden unter den Füssen und flüchtete sich 1945 in eine unglückliche Ehe mit Raymond Chobaz (senior), der auch Max Kämpf gut kannte.
Kämpf unternahm mit Tilly und ihrem Sohn Raymond (* 1947) 1973, 1975 und 1980 längere Reisen in die USA, wo er Bekanntschaften mit den Navajo-Indianern machte. Als er an Krebs erkrankte, pflegte Tilly Chobaz den bettlägerigen Freund über drei Jahre.
Max Kämpf und Tilly Chobaz-Keiser fanden ihre letzte Ruhestätte auf dem Friedhof am Hörnli.

## Werke (Auswahl)
- 1941/1943: Beteiligung an einem Wettbewerb des Kunstkredits Basel-Stadt für ein Wandbild der Fassade des Bürgerlichen Waisenhauses am Theodorskirchplatz. Sein Entwurf Traumflug, von der Jury zur Ausführung empfohlen, wurde wegen moralischer Bedenken der Waisenhauskommission nicht ausgeführt.
- 1944: Traumflug, Kunstmuseum Basel.[2]
- 1950: Gestaltung des Sgraffitos Das Meer für die Fassade der Kantonalen Handelsschule in Basel.[3] Auf dem Wandbild war ursprünglich ein Schmied als Allegorie auf das Handwerk dargestellt; er glich seines buschigen Schnauzes wegen angeblich Stalin, was zur «Schnauzaffäre» führte. Nach Kämpfs Weigerung einer Überarbeitung wurde der Bereich über Nacht weggemeisselt.
- 1953–1955: Gestaltung einer von sieben Trennwänden für das Wasgenringschulhaus Basel.

## Ehrungen
- 2019 wurde im Basler Erlenmattquartier der Max Kämpf-Platz eingeweiht.[4]